# Balquer

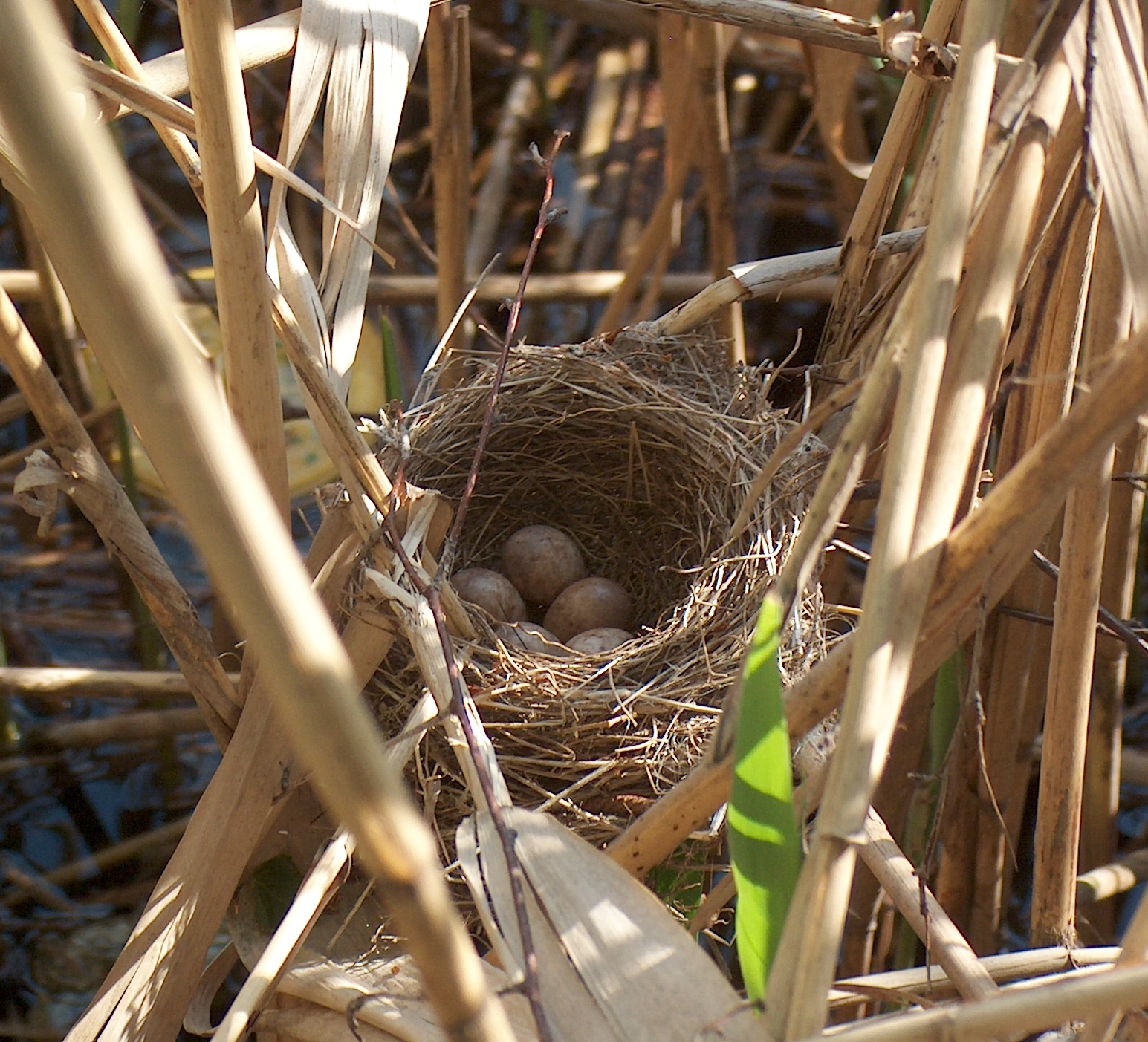
Niu de balquer fotografiat a Alemanya.

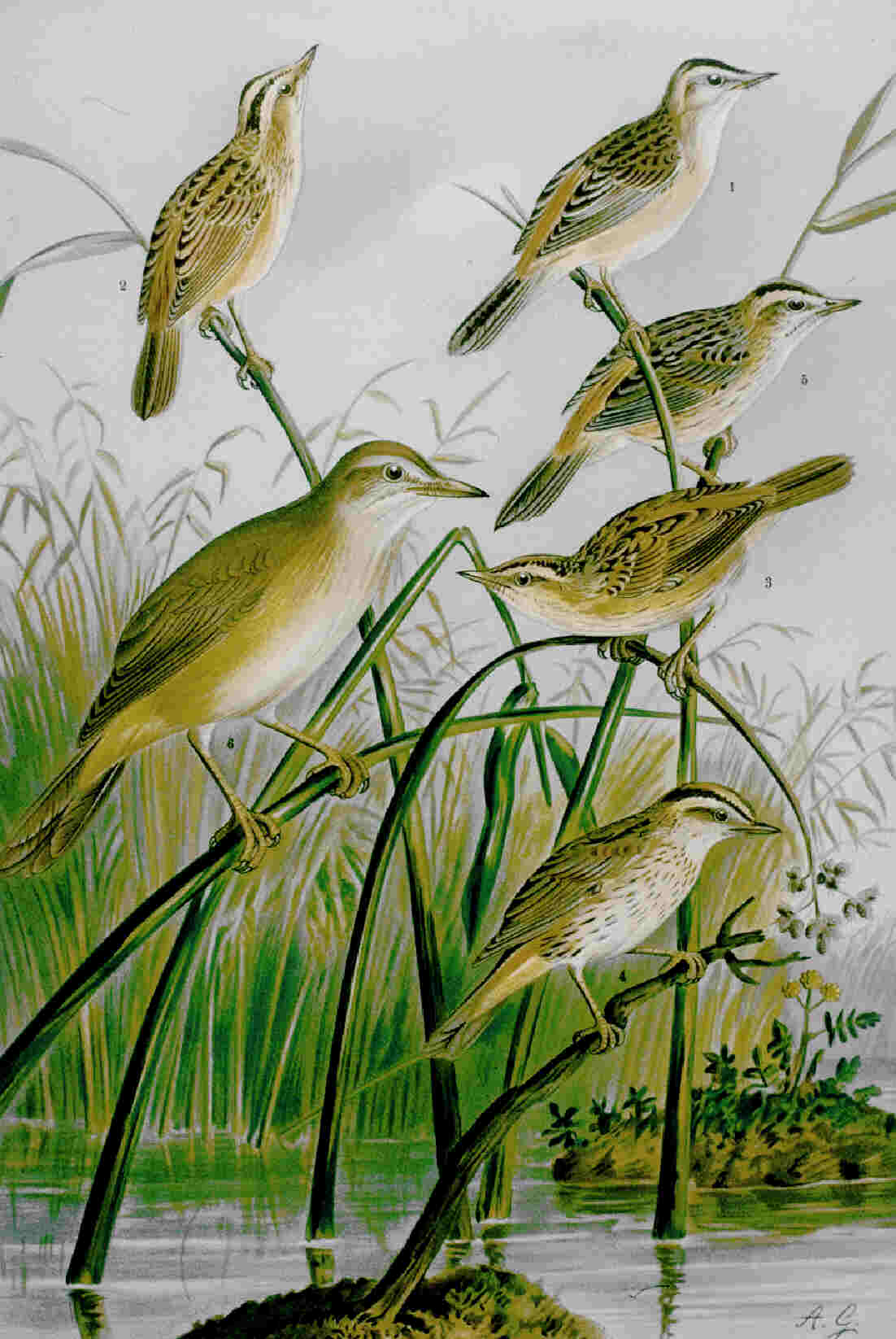
Il·lustració de l'any 1897 amb diversos ocells del canyissar (el balquer és el moixó més gros a l'esquerra).

El balquer, rossinyol d'aigua, rossinyol gros, buscarla grossa o tord de prat a les Balears o busquerot i xitxarrot al País Valencià (Acrocephalus arundinaceus) és un moixó de l'ordre dels passeriformes semblant a les boscarles i un dels ocells més grossos del canyissar.

## Noms populars i dialectals
Altres noms: bolquer, buixerot, carreter, carreter balcà, rossinyol balquer, tri-tri, xarrac.

## Morfologia
- Fa 19 cm de llargària total.
- Té un cap truncat molt característic, proveït d'una línia superciliar molt marcada.
- Presenta un principi de cresta.
- Bec més llarg i més robust que d'altres ocells semblants.
- És de colors bruns semblants a la de la boscarla de canyar i, per sota, és blanc vermellós.
- Té la cua més ampla que la boscarla de canyar.
- No presenta dimorfisme sexual.

## Subespècies
- Acrocephalus arundinaceus arundinaceus
- Acrocephalus arundinaceus zarudnyi
- Acrocephalus arundinaceus orientalis

## Reproducció
Comença a nidificar a mitjan maig, després de construir un niu entre joncs i canyissos, a la vora de l'aigua i semblant al de la boscarla de canyar: en forma de copa i subjectat a les tiges de les plantes aquàtiques. El volum de la posta va de 3 a 6 ous, que la femella covarà al llarg de 13-15 dies, després dels quals encara mancaran 12 dies perquè els novells deixin el niu. És probable que alguns exemplars efectuïn una doble posta.
Fa niu a tot Europa, menys a Escandinàvia i Anglaterra.

## Alimentació
Menja insectes però, de tant en tant, afegeix algun peixet a la seua dieta.

## Hàbitat
Ocupa qualsevol zona que presenti canyissos o canyes, i, així, nidifica a totes les zones palustres dels Països Catalans, fins i tot a la part interior del Principat de Catalunya, aprofitant els marges dels rius i els embassaments existents.

## Distribució geogràfica
Viu a Euràsia i Àfrica.

## Costums
- El seu cant és molt típic i, estrident, ronc i molt potent, evoca els ambients de les maresmes: consta d'una sèrie de xerrics repetits diverses vegades.
- Vola baix i s'atura sovint en els arbres i en els fils de telèfon o d'electricitat.
- Algunes parelles són monògames però d'altres no.
- Es desplaça en sentit vertical agafat a les tiges dels diferents tipus de plantes dels canyissars.
- És estival i migrador nocturn.
- Arriba als Països Catalans durant el mes d'abril i hi roman fins a l'octubre.